# Aciagrion migratum
Aciagrion migratum – gatunek ważki z rodziny łątkowatych (Coenagrionidae).